# Millettia griffoniana
Millettia griffoniana är en ärtväxtart som beskrevs av Henri Ernest Baillon. Millettia griffoniana ingår i släktet Millettia och familjen ärtväxter. Inga underarter finns listade i Catalogue of Life.